# Prison Break (mini-serie)
Prison Break er en mini-serie og fortsættelse til den originale Prison Break-serie der blev vist på Fox fra 2005 til 2009. Serien er produceret af 20th Century Fox Television i samarbejde med Adelstein/Parouse Productions og Original Film. Paul Scheuring er seriens showrunner og er desuden, sammen med Marty Adelstein, Neal H. Moritz, Dawn Olmstead, Vaun Wilmott, Michael Horowitz og Nelson McCormick, seriens executive producere. McCormick er også instruktør på serien. Serien havde premiere den 4. april 2017, og en ny episode blev udgivet hver tirsdag frem til den 30. maj 2017. Seriens første trailer blev udgivet den 16. maj 2016.
Wentworth Miller og Dominic Purcell vender begge tilbage i rollerne som hhv. Michael Scofield og Lincoln Burrows. Desuden medvirker også Amaury Nolasco, Paul Adelstein, Robert Knepper, Rockmond Dunbar og Sarah Wayne Callies, der alle sammen også medvirkende i den oprindelige serie. Som nye medvirkende kan tilføjes Mark Feuerstein, Marina Benedict,  Augustus Prew, Rick Yune og Steve Mouzakis. I august 2015 blev et pilotafsnit bestilt og i januar 2016 havde serien fået grønt lys. Produktionen begyndte i april 2016 og er fortsat i gang. Optagelserne finder sted i Vancouver og i de marokkanske byer Rabat, Casablanca, og Ouarzazate.

## Præmis
Ifølge The Hollywood Reporter, fortsætter mini-serien "...efter Michaels tilsyneladende dødsfald [...] Da nye spor dukker op, som antyder at Michael er i live, samles Sara, Lincoln, T-Bag, C-Note og Sucre, for at planlægge seriens største flugt nogensinde."